# Смирнова, Мария Николаевна (кинодраматург)
Мария Николаевна Смирно́ва (19 марта [1 апреля] 1905, Самайкино, Симбирская губерния — 4 мая 1993, Москва) — советский кинодраматург. Лауреат Сталинской премии первой степени (1948). Член КПСС с 1954 года.

## Биография
М. Н. Смирнова родилась 19 марта (1 апреля) 1905 года в селе Самайкино (ныне Новоспасский район Ульяновской области). В 1922—1923 годах училась в Самарском педагогическом институте. Учительствовала в Оренбургской губернии. В 1927 году окончила ГТК (мастерская Л. В. Кулешова).
В 1930 году написала сценарий по рассказу Андрея Платонова «Песчаная учительница» для фильма «Айна» — единственной прижизненной экранизации произведения писателя.
Основная тема творчества автора — становление характера человека, гражданский долг, высокий трудовой подвиг, воспитание новой морали. Герои её произведений — люди обыкновенные, внешне не примечательные, но обладающие большой духовной красотой. Речь персонажей индивидуализирована, насыщена глубоким подтекстом. Композиционно сценарии строятся вокруг судьбы главных героев, развитие центрального характера объединяет эпизоды, часто разделённые временем и местом действия, в единое целое.
Автор пьесы «Подвиг» (1947).
Последние 14 лет жила в Доме ветеранов кино в Матвеевском.
М. Н. Смирнова умерла 4 мая 1993 года.

## Награды и премии
- Сталинская премия первой степени (1948) — за сценарий фильма «Сельская учительница» (1947)[2]
- орден Трудового Красного Знамени (1950) — за выдающиеся заслуги в развитии советской кинематографии, в связи с 30-летием[3]
- орден «Знак Почёта»

## Фильмография
- 1929 — Её путь (с Д. А. Познанским)
- 1931 — Айна — единственная прижизненная экранизация произведения Андрея Платонова (рассказ «Песчаная учительница»).
- 1940 — Бабы
- 1947 — Сельская учительница
- 1948 — Повесть о настоящем человеке
- 1951 — Сельский врач
- 1956 — Полюшко-поле
- 1957 — Повесть о первой любви
- 1958 — Хождение за три моря (с Х. А. Аббасом)
- 1962 — Под одной крышей
- 1966 — Без свидетелей (к/м)
- 1969 — Тоска (к/м)
- 1989 — Украденное свидание